# Сара Хамді Масуд
Сара Хамді Масуд (араб. سارة حمدي مسعود) — катарська паралімпійська спортсменка. Представляла Катар на літніх Паралімпійських іграх 2016 року в Ріо-де-Жанейро, Бразилія, де виграла срібну медаль у штовханні ядра F33 серед жінок. Перша паралімпійська спортсменка з Катару, яка виграла медаль на Паралімпійських іграх. 
На Чемпіонаті світу з паралегкої атлетики 2017 року, який проходив у Лондоні, Велика Британія, виграла срібну медаль у штовханні ядра F33 серед жінок. Також брала участь у цьому змаганні на Чемпіонаті світу з паралегкої атлетики 2019 року в Дубаї, Об’єднані Арабські Емірати, де посіла 8 місце.
У 2018 році виграла срібну медаль у штовханні ядра F33 серед жінок на Азійських Параіграх 2018, які проходили в Джакарті, Індонезія.